# Serie A 1973-1974 (pallacanestro maschile)

Bob Morse, miglior realizzatore 1973-1974

Il campionato di Serie A di pallacanestro maschile 1973-1974 è stato il cinquantaduesimo organizzato in Italia.
Le quattordici squadre della massima serie si affrontano in partite di andata e ritorno. Lo scudetto viene assegnato alla prima in classifica e le ultime due retrocedono in Serie A2. Si rende necessario uno spareggio per la seconda retrocessione. Vince il titolo l'Ignis Varese, giunto alla settima affermazione, che si classifica davanti ad Innocenti Milano e Forst Cantù. A fine stagione l'Alco Bologna viene ripescato per il Saclà Asti.

## Classifica
|  |     | Classifica finale 1973-1974 | Pt | G  | V  | P  | PtF  | PtS  |
|  | --- | --------------------------- | -- | -- | -- | -- | ---- | ---- |
|  | 1.  | Ignis Varese                | 48 | 26 | 24 | 2  | 2270 | 1720 |
|  | 2.  | Innocenti Milano            | 46 | 26 | 23 | 3  | 2191 | 1897 |
|  | 3.  | Forst Cantù                 | 44 | 26 | 22 | 4  | 2381 | 1971 |
|  | 4.  | Canon Venezia               | 32 | 26 | 16 | 10 | 2083 | 1984 |
|  | 5.  | Sinudyne Bologna            | 30 | 26 | 15 | 11 | 2044 | 1935 |
|  | 6.  | Saclà Asti                  | 28 | 26 | 14 | 12 | 2027 | 2063 |
|  | 7.  | Sapori Siena                | 22 | 26 | 11 | 15 | 1968 | 1979 |
|  | 8.  | Brill Cagliari              | 20 | 26 | 10 | 16 | 2046 | 2233 |
|  | 9.  | Mobilquattro Milano         | 18 | 26 | 9  | 17 | 2117 | 2210 |
|  | 10. | Brina Rieti                 | 18 | 26 | 9  | 17 | 1984 | 2166 |
|  | 11. | Snaidero Udine              | 16 | 26 | 8  | 18 | 2071 | 2172 |
|  | 12. | Fag Napoli                  | 16 | 26 | 8  | 18 | 1968 | 2325 |
|  | 13. | Alco Bologna                | 16 | 26 | 8  | 18 | 1844 | 2018 |
|  | 14. | Maxmobili Pesaro            | 10 | 26 | 5  | 21 | 1935 | 2256 |

## Spareggi salvezza
| Genova 24 maggio 1974 | Alco Bologna | 61 – 76 | Fag Napoli |  |

| Genova 25 maggio 1974 | Snaidero Udine | 70 – 68 | Alco Bologna |  |

| Genova 26 maggio 1974 | Snaidero Udine | 94 – 86 | Alco Bologna |  |

- L'Alco Bologna, nonostante l'ultimo posto negli spareggi salvezza, viene ripescata in seguito alla rinuncia della Saclà Asti.

## Verdetti
- Campione d'Italia:  Pallacanestro Ignis Varese

Formazione: Ivan Bisson, Massimo Lucarelli, Dino Meneghin, Bob Morse, Aldo Ossola, Paolo Polzot, Sergio Rizzi, Edoardo Rusconi, Mauro Salvaneschi, Marino Zanatta. Allenatore: Sandro Gamba.
- Retrocessioni in Serie A2: Alco Bologna e Maxmobili Pesaro retrocedono in Serie A2.
- A fine stagione l'Alco Bologna viene ripescata, in seguito alla rinuncia all'iscrizione della Saclà Asti (poi iscrittasi in Serie B).